# 我的夢幻行星之旅
《我的夢幻行星之旅》（英語：My Fantastic Field Trip to the Planets）是一部2005年科普類兒童動畫電影，採錄影帶首映發行。片中採真人演出搭配3D動畫演出，描述小男孩Jake（Cayman Mitchell飾）在睡夢中乘著他的玩具火箭，在太陽系中展開冒險之旅，並認識了會說話與唱歌的九大行星，同時片中也介紹了太陽系各行星的知識。

## 演出
- Jake: Cayman Mitchell

- 水星: David Trim

- 金星: Rena Wolf

- 地球母親: Jennifer Wydra

- 火星: Grant Rosen

- 木星: Thomas Patrick

- 土星: Irene Ritter

- 天王星: R.G. Clayton

- 海王星: Michael Chanslor

- 冥王星: Jack Rein

- 太陽: Ed Cosico

- 月球: Fred Gallo

## 外部連結
- 官方网站 （英語）
- 互联网电影数据库（IMDb）上《My Fantastic Field Trip to the Planets》的资料（英文）
- 爛番茄上《My Fantastic Field Trip to the Planets》的資料（英文）